# Eupithecia virgulata
Eupithecia virgulata là một loài bướm đêm trong họ Geometridae.